# Gerard Bi Goua Gohou
Gerard Bi Goua Gohou (* 29. Dezember 1988 in Soubré) ist ein ivorischer-ruandischer ehemaliger Fußballspieler. Er ist Rechtsfuß und spielte als Mittelstürmer.

## Karriere
Gohou spielte in der Jugend bei Jeunesse Club d’Abidjan und absolvierte dort im Jahr 2008 sein erstes Profispiel in der Côte d’Ivoire Premier Division. 2008 wechselte er nach Marokko zu Hassania US Agadir, wo er mit neun Treffern Torschützenkönig wurde. Am 15. Februar 2010 wurde bekannt, dass Gohou zum Schweizer Klub Neuchâtel Xamax wechselt.
Zum Sommer 2012 wechselte er zum türkischen Zweitligisten Kayseri Erciyesspor. Ausschlaggebend an diesem Wechsel war, dass der neue Trainer von Erciyesspor, Osman Özköylü, in der Vorsaison bei Denizlispor bereits mit Gohou zusammenarbeitete und seinen Spieler zu seiner neuen Wirkungsstätte holen ließ. Bei diesem Verein avancierte Gohou schnell zu einem Leistungsträger. Mit seinen 19 Saisontoren hatte er erheblichen Anteil daran, dass seine Mannschaft die Meisterschaft der TFF 1. Lig und damit den direkten Aufstieg in die Süper Lig erreichte. Zudem bildete er mit seinem Sturmpartner Emrah Bozkurt das treffsicherste Sturmduo der Saison. Trotz dieser Erfolge verlängerte Kayseri Erciyesspor den auslaufenden Vertrag mit Gohou nicht, so dass er zur folgenden Saison ablösefrei nach Russland zu FK Krasnodar wechselte.
Zum Anfang der Saison 2014/2015 wechselte der Ivorer in die Premjer-Liga (Kasachstan) zu FK Qairat Almaty. Der Mittelstürmer verbrachte hier seine bis dato beste erfolgreichste Zeit. Er absolvierte in drei Spielzeiten 121 Spiele und traf 91 Tore, unter anderem auch elf Tore in den Qualifikationen zur UEFA Europa League. Im Winter 2018 wechselte Gerard Gohou nach China zu Beijing Enterprises in die zweithöchste Spielklasse des Landes der China League One. Gerard Gohou bestritt in zwei Saisons 48 Spiele, er traf hierbei 31-mal. Zum Rückrundenstart der Süper Lig 2019/20 unterzeichnete der mittlerweile 31-Jährige einen Eineinhalb-Jahres-Vertrag, mit der Option um zwei Jahre zu verlängern, bei Kasimpasa Istanbul.

## Erfolge
- Mit Kayseri Erciyesspor:
  - Meisterschaft der TFF 1. Lig und Aufstieg in die Süper Lig: 2012/13
- Mit Kairat Almaty:
  - Kasachischer Pokalsieger: 2014, 2015, 2017
  - Kasachischer Superpokalsieger: 2016, 2017

## Auszeichnungen
- Torschützenkönig der TFF 1. Lig: 2012/13
- Torschützenkönig der Premjer-Liga: 2014/15, 2015/16, 2016/17